# Teorema di Helmholtz
In matematica e fisica, il teorema di Helmholtz, anche detto teorema fondamentale del calcolo vettoriale o decomposizione di Helmholtz, dal fisico Hermann von Helmholtz, afferma che un campo vettoriale sufficientemente regolare è completamente determinato quando sono noti la sua divergenza e il suo rotore in ogni punto del suo dominio. In tal caso esso può essere espresso come somma di un campo vettoriale conservativo e di un campo vettoriale solenoidale.
La decomposizione di Hodge può essere vista come una generalizzazione di questo risultato, laddove, invece che campi vettoriali in {\displaystyle \mathbb {R} ^{3}}, si considerino forme differenziali su una varietà riemanniana. Diverse formulazioni, tuttavia, richiedono che la varietà sia un insieme compatto. Poiché {\displaystyle \mathbb {R} ^{3}} non è compatto, la decomposizione di Hodge generalizza quella di Helmholtz se, invece della compattezza, si impongono determinate condizioni alla decrescita all'infinito delle forme differenziali presenti.

## Il teorema
Sia {\displaystyle \mathbf {F} } un campo vettoriale differenziabile con continuità fino al secondo ordine e definito su un dominio {\displaystyle V\subset \mathbb {R} ^{3}}. Allora {\displaystyle \mathbf {F} } può essere scritto come la somma di un campo vettoriale irrotazionale {\displaystyle \nabla \varphi }  e di un campo vettoriale solenoidale {\displaystyle \nabla \times \mathrm {A} }:
{\displaystyle \mathbf {F} =-\nabla \varphi +\nabla \times \mathbf {A} }
dove {\displaystyle \nabla } è il gradiente, {\displaystyle \nabla \times } il rotore e:
{\displaystyle \varphi (\mathbf {r} )={\frac {1}{4\pi }}\int _{V}{\frac {\nabla '\cdot \mathbf {F} (\mathbf {r} ')}{\left|\mathbf {r} -\mathbf {r} '\right|}}\mathrm {d} V'-{\frac {1}{4\pi }}\int _{S}{\frac {\mathbf {F} (\mathbf {r} ')\cdot \mathbf {\mathrm {d} S} '}{\left|\mathbf {r} -\mathbf {r} '\right|}}}
{\displaystyle \mathbf {A} (\mathbf {r} )={\frac {1}{4\pi }}\int _{V}{\frac {\nabla '\times \mathbf {F} (\mathbf {r} ')}{\left|\mathbf {r} -\mathbf {r} '\right|}}\mathrm {d} V'+{\frac {1}{4\pi }}\int _{S}{\frac {\mathbf {F} (\mathbf {r} ')\times \mathbf {\mathrm {d} S} '}{\left|\mathbf {r} -\mathbf {r} '\right|}}}
sono detti potenziali. In particolare, {\displaystyle \varphi } è il potenziale scalare, {\displaystyle \mathbf {A} } il potenziale vettore.
Nel caso in cui {\displaystyle V} coincida con {\displaystyle \mathbb {R} ^{3}} e {\displaystyle \mathbf {F} } si annulla all'infinito rapidamente, l'integrale di superficie si annulla:
{\displaystyle \varphi (\mathbf {r} )={\frac {1}{4\pi }}\int _{\mathbb {R} ^{3}}{\frac {\nabla '\cdot \mathbf {F} (\mathbf {r} ')}{\left|\mathbf {r} -\mathbf {r} '\right|}}\mathrm {d} V'\qquad \mathbf {A} (\mathbf {r} )={\frac {1}{4\pi }}\int _{\mathbb {R} ^{3}}{\frac {\nabla '\times \mathbf {F} (\mathbf {r} ')}{\left|\mathbf {r} -\mathbf {r} '\right|}}\mathrm {d} V'}
Scrivendo esplicitamente i potenziali si ha la decomposizione di Helmholtz:
{\displaystyle \mathbf {F} (\mathbf {r} )=-{\frac {1}{4\pi }}\,\nabla \left(\int _{V}{{\frac {\nabla '\cdot \mathbf {F} (\mathbf {r'} )}{\left|\mathbf {r} -\mathbf {r'} \right|}}\,\operatorname {d} V'}\right)+{\frac {1}{4\pi }}\,\nabla \times \left(\int _{V}{{\frac {\nabla '\times \mathbf {F} (\mathbf {r'} )}{\left|\mathbf {r} -\mathbf {r'} \right|}}\,\operatorname {d} V'}\right)}
dove l'operatore nabla agisce rispetto alle coordinate {\displaystyle \mathbf {r'} } all'interno degli integrali e rispetto alle coordinate {\displaystyle \mathbf {r} } all'esterno. Inoltre, l'integrazione avviene sulle coordinate {\displaystyle \mathbf {r'} }.
Si può quindi affermare che se si ha un campo vettoriale {\displaystyle \mathbf {F} } definito e regolare in tutto lo spazio di cui si conoscono {\displaystyle \nabla \cdot \mathbf {F} } e {\displaystyle \nabla \times \mathbf {F} }, e vale la condizione:
{\displaystyle \lim _{r\to \infty }\mathbf {F} (\mathbf {r} )\left|\mathbf {r} \right|=\mathbf {F} _{\infty }\qquad \left|\mathbf {F} _{\infty }\right|<\infty }
allora {\displaystyle \mathbf {F} } è completamente determinato dalla sua divergenza e dal suo rotore:
{\displaystyle \mathbf {F} (\mathbf {r} )=-{\frac {1}{4\pi }}\,\int _{V}{\nabla {\Biggl (}{\frac {\nabla '\cdot \mathbf {F} (\mathbf {r'} )}{\left|\mathbf {r} -\mathbf {r'} \right|}}{\Biggr )}\;\operatorname {d} V'}+{\frac {1}{4\pi }}\,\int _{V}{\nabla \times {\Biggl (}{\frac {\nabla '\times \mathbf {F} (\mathbf {r'} )}{\left|\mathbf {r} -\mathbf {r'} \right|}}{\Biggr )}\;\operatorname {d} V'}}

## Formulazione debole
La decomposizione di Helmholtz può essere generalizzata riducendo le assunzioni di regolarità del campo: si supponga che {\displaystyle \Omega } sia un dominio lipschitziano semplicemente connesso e limitato. Ogni campo vettoriale a quadrato sommabile {\displaystyle \mathbf {u} \in (L^{2}(\Omega ))^{3}} possiede una decomposizione ortogonale:
{\displaystyle \mathbf {u} =\nabla \varphi +\nabla \times \mathbf {A} }
dove {\displaystyle \varphi } appartiene allo spazio di Sobolev {\displaystyle H^{1}(\Omega )} delle funzioni a quadrato sommabile su {\displaystyle \Omega } le cui derivate parziali (nel senso delle distribuzioni) sono a quadrato sommabile, mentre {\displaystyle \mathbf {A} } appartiene allo spazio di Sobolev {\displaystyle H(\operatorname {curl} ,\Omega )} dei campi vettoriali a quadrato sommabile con rotore a quadrato sommabile. Per campi {\displaystyle \mathbf {u} \in H(\operatorname {curl} ,\Omega )} leggermente più lisci vale una decomposizione del tipo:
{\displaystyle \mathbf {u} =\nabla \varphi +\mathbf {v} }
dove {\displaystyle \varphi \in H^{1}(\Omega )} e {\displaystyle \mathbf {v} \in (H^{1}(\Omega ))^{d}}.

### Titoli generali
- George B. Arfken and Hans J. Weber, Mathematical Methods for Physicists, 4th edition, Academic Press: San Diego (1995) pp. 92–93
- George B. Arfken and Hans J. Weber, Mathematical Methods for Physicists International Edition, 6th edition, Academic Press: San Diego (2005) pp. 95–101

### Formulazione debole del teorema
- C. Amrouche, C. Bernardi, M. Dauge, and V. Girault.  "Vector potentials in three dimensional non-smooth domains."  Mathematical Methods in the Applied Sciences,  21, 823–864, 1998.
- R. Dautray and J.-L. Lions.  Spectral Theory and Applications, volume 3 of Mathematical Analysis and Numerical Methods for Science and Technology.  Springer-Verlag, 1990.
- V. Girault and P.A. Raviart.  Finite Element Methods for Navier–Stokes Equations: Theory and Algorithms.  Springer Series in Computational Mathematics.  Springer-Verlag, 1986.